# Sidi Naamane (Médéa)
Sidi Naamane (în arabă سيدي النعمان) este o comună din provincia Médéa, Algeria.
Populația comunei este de 17.803 locuitori (2008).